# Andrena insignis
Andrena insignis är en biart som beskrevs av Warncke 1974. Andrena insignis ingår i släktet sandbin, och familjen grävbin. Inga underarter finns listade i Catalogue of Life.